# 고현면
고현면(古縣面)는 대한민국 경상남도 남해군의 면이다.

## 행정 구역
- 갈화리(葛花里)
- 남치리(南峙里)
- 대곡리(大谷里)
- 대사리(大寺里)
- 이어리(伊於里)
- 포상리(浦上里)
- 차면리(車面里)
- 오곡리(梧谷里)
- 도마리(都馬里)

## 교육
| 학교명                | 소재지                        | 비고                       |
| --------------------- | ----------------------------- | -------------------------- |
| 도마초등학교          | 고현면 남해대로 3173 (도마리) |                            |
| 고현초등학교          | 고현면 고설로 31 (대사리)     |                            |
| 고현초등학교 갈화분교 | 고현면 남서대로 3029 (갈화리) | 1999년 폐교                |
| 고현중학교            | 고현면 삼봉로 154 (포상리)    | 2019년 꽃내중학교로 통폐합 |
| 남해정보산업고등학교  | 고현면 탑동로 46 (대사리)     |                            |

## 볼거리
- 남해 관음포 이충무공 유적
- 남해 전 선원사지
- 관음포
- 정지석탑
- 화방사
- 망운암
- 녹동사
- 남해 갈화리 느티나무

## 사건사고
- 관음포대첩

1383년 고려(우왕 9년)에 해도도원수 정지장군이 경상도(慶尙道) 남해현(南海縣) 북방의 관음포 앞바다에서 고려에 침입한 왜구를 크게 무찌른 전투이다.
- 노량해전

1598년 12월 16일 조선(선조 31년 음력 11월 19일) 정유재란 때 조명 연합수군과 함께 경상우도(慶尙右道) 남해현 노량 앞바다에서 왜군의 함대와 싸운 전투이다.
- 남해 3·1독립운동 (南海三一獨立運動)

1919년 4월 2일에서 4월6일까지 일제 강점기에 있던 남해군민들이 일제의 지배에 항거하여 1919년 3월 1일 한일병합조약의 무효와 한국의 독립을 선언하고 만세운동을 시작한 사건이다.